# ISO/IEC 7810
Standard ISO/IEC 7810:2003 – międzynarodowa norma definiująca fizyczne parametry dowodów osobistych lub kart identyfikacyjnych.

## Wymiary kart
Standard przewiduje cztery wymiary kart: ID-1, ID-2, ID-3 oraz ID-000.

### ID-1
Format ID-1 dotyczy karty o wymiarach 85,60 × 53,98 mm (3,37 × 2,125 cala). Karty te są często stosowane w bankowości (karty płatnicze, karty bankomatowe itp.). W formacie tym wydaje się również prawa jazdy w licznych krajach (m.in. USA, Brazylia, Kanada, Australia, Nowa Zelandia, Norwegia i kraje Unii Europejskiej). W niektórych krajach formatu tego używa się dla dowodów osobistych (m.in. Polska, Belgia, Brazylia, Bułgaria, Chile, Chorwacja, Pakistan, Peru, Szwajcaria) i niektórych rodzajów kart lojalnościowych. Amerykańska karta paszportowa wykorzystuje format ID-1.
- Standard ISO/IEC 7813 definiuje pozostałe parametry dla plastikowych kart bankowych ID-1, np. grubość 0,76 mm oraz zaokrąglone krawędzie o promieniu 3,18 mm.
- Standard ISO/IEC 7811 opisuje tradycyjne metody zapisu danych na kartach identyfikacyjnych ID-1, czyli tłoczone (wypukłe) znaki oraz kilka różnych formatów zapisu danych na pasku magnetycznym.
- Standard ISO/IEC 7816 dotyczy kart identyfikacyjnych ID-1 z wbudowanym mikroprocesorem (tzw. kart inteligentnych) oraz punktami styku dla sygnałów zasilania, zegara, funkcji kasowania (reset) oraz szeregowej transmisji danych.

### ID-2
Format ID-2 dotyczy kart o wymiarach 105 × 74 mm (4,134 × 2,913 cala), zwany również formatem A7. W tym formacie produkowane są głównie wizy, jak również niektóre dowody osobiste. Przykładem zastosowania formatu ID-2 są niemieckie dowody osobiste wydawane do listopada 2010 r., które po tym terminie są już wydawane w formacie ID-1. Rumuński dowód osobisty wydawany w latach 2001-2021 również posiadał format ID-2.

### ID-3
Format ID-3, zwany również formatem B7, dotyczy kart o wymiarach 125 × 88 mm (4,921 × 3,465 cala). To format stosowany na całym świecie dla paszportów.

### ID-000
Format ID-000 dotyczy kart o wymiarach 25 × 15 mm. Stosowany jest w kartach SIM.

## Parametry kart
Standard definiuje parametry fizyczne odnoszące się do:
- elastyczności (odporności na zginanie)
- podatności na zapalenie
- toksyczności
- odporności na środki chemiczne
- niezmienności parametrów i jednolitości w reakcji na różne temperatury i wilgotność
- odporność na blaknięcie w wyniku działania światła i ciepła
- trwałości